# Кочерин
Кочерин је насељено мјесто у Босни и Херцеговини у општини Широки Бријег које административно припада Федерацији Босне и Херцеговине. Према попису становништва из 1991. у насељу је живјело 1.143 становника.

## Становништво
| Националност       | 1991.          | 1981.          | 1971.          |
| Хрвати             | 1.129 (98,77%) | 2.312 (99,48%) | 2.511 (99,01%) |
| Срби               | 1 (0,08%)      | 0              | 14 (0,55%)     |
| Муслимани          | 0              | 0              | 5 (0,19%)      |
| Југословени        | 0              | 8 (0,34%)      | 0              |
| остали и непознато | 13 (1,13%)     | 4 (0,17%)      | 6 (0,23%)      |
| Укупно             | 1.143          | 2.324          | 2.536          |

## Извор
- Књига: „Национални састав становништва — Резултати за Републику по општинама и насељеним мјестима 1991.", статистички билтен бр. 234, Издање Државног завода за статистику Републике Босне и Херцеговине, Сарајево.
- интернет — извор, „Попис по мјесним заједницама“ — https://web.archive.org/web/20090520191154/http://www.fzs.ba/Podaci/nacion%20po%20mjesnim.pdf